# Liste der Kulturdenkmäler in Schauren (bei Idar-Oberstein)
In der Liste der Kulturdenkmäler in Schauren sind alle Kulturdenkmäler der rheinland-pfälzischen Ortsgemeinde Schauren aufgeführt. Grundlage ist die Denkmalliste des Landes Rheinland-Pfalz (Stand: 12. Juni 2023).

## Einzeldenkmäler
| Bezeichnung              | Lage                | Baujahr                | Beschreibung | Bild                           |
| ------------------------ | ------------------- | ---------------------- | --- | ------------------------------ |
| Evangelisches Pfarrhaus  | Brunnenweg 2 Lage   | 18. Jahrhundert        | Mansarddachbau, Fachwerk teilweise verputzt oder verschiefert, 18. Jahrhundert | Fotos hochladen                |
| Hofanlage                | Hauptstraße 19 Lage | spätes 19. Jahrhundert | Streckhof, wohl aus dem späten 19. Jahrhundert; ortsbildprägend | Fotos hochladen                |
| Wohnhaus                 | Hauptstraße 20 Lage | 19. Jahrhundert        | breitgiebeliges Wohnhaus, 19. Jahrhundert, Überformung 1909; ortsbildprägend | Fotos hochladen                |
| Evangelische Pfarrkirche | Hauptstraße 21 Lage | 1767                   | Saalbau mit Dachreiter, 1767; mit Ausstattung und Ausmalung; Rokoko-Orgel, 1780, den Gebrüdern Stumm zugeschrieben; gotische Glocke 1480 von Cleis von Echternach, zwei Glocken des 14. Jahrhunderts | weitere Bilder Fotos hochladen |